# Sergi Gómez
Sergi Gómez Solà (Arenys de Mar, 1992. március 28.) spanyol korosztályos válogatott labdarúgó, az Espanyol játékosa.

## Pályafutása

### Klubcsapatokban
Gómez az FC Barcelona akadémiáján nevelkedett. 2010-ben lett a felnőtt keret tagja, azonban a csapatban mindösszesen egyszer lépett pályára (a 2010-es spanyol szuperkupa döntőben), többnyire a klub B csapatában futballozott. 2014 és 2018 között a spanyol élvonalbeli Celta de Vigo csapatában futballozott. 2018 és 2021 között a Sevilla csapatában játszott; a klubbal 2020–ban Európa-liga győztes lett. 2021-ben a barcelonai Espanyol csapatához szerződött.

### Válogatott
Gómez többszörös spanyol utánpótlás-válogatott; az U17-es csapattal részt vett a 2009-es U17-es labdarúgó-Európa-bajnokságon és 2009-es U17-es labdarúgó-világbajnokságon, valamint az U19-es csapattal megnyerte a 2011-es U19-es labdarúgó-Európa-bajnokságot. 2019 márciusában Luis Enrique meghívta a spanyol felnőtt válogatott Málta és Norvégia elleni Európa-bajnoki selejtezőmérkőzéseikre készülő keretébe, végül egyik mérkőzésen sem lépett pályára.

## Sikerei, díjai

### Klub
- FC Barcelona
  - Spanyol labdarúgó-szuperkupa: 2010
- Sevilla FC
  - Európa-liga: 2019–20

### Válogatott
- Spanyolország U19
  - U17-es labdarúgó-világbajnokság bronzérmes: 2009
- Spanyolország U19
  - U19-es labdarúgó-Európa-bajnokság: 2011

## Külső hivatkozások
- Transfermarkt profil
- Carlos Fernández adatlapja a Soccerway oldalon (angolul)